# Ion T. Niculescu
Ion T. Niculescu  (n. 2 ianuarie 1895, Focșani – d. 6 septembrie 1957, București) a fost un medic, neuromorfolog român, profesor de histologie la Facultatea de Medicină din București, membru corespondent (din 1955) al Academiei Române.

## Biografia
Originar din Focșani, unde a fost elev al liceului "Unirea", Ion T. Niculescu a urmat apoi cursurile Facultatății de medicină din București între anii 1914-1922. A fost extern și intern prin concurs în clinica de neurologie a spitalului "Colentina" sub conducerea lui Gheorghe Marinescu. Și-a continuat specializarea în neurologie pe lângă M.D. Noica, elev al lui Joseph Babinski și al lui Jules-Joseph Déjerine. Publică primele lucrări științifice încă din anii studenției, este ales președinte al "Societății Studenților în Medicină" și secretar de redacție al revistei "Spitalul", publicația acestei societăți. În 1920 devine preparator în laboratorul de histologie al profesorului Besnea, iar în 1922 primește titlul de Doctor în Medicină. În același an se căsătorește cu cea care îi va deveni colaboratoare sub numele de Maria Niculescu și pleacă apoi la Paris unde lucrează în serviciile de Neurologie de la spitalele Salpêtrière și Ivry sub conducerea lui Pierre Marie și, îndeosebi, a lui Charles Foix, împreună cu care va desfășura o activitate științifică laborioasă, contribuind nu numai la descrierea nucleilor talamici, ci și la cunoașterea profundă a altor nuclei mezencefalo-diencefalici, precum și la studiul anatomo-patologic al encefalitei epidemice. Volumul Les noyaux gris centraux et la région mésencéphalo-sousoptique (1925) sintetizează rezultatele obținute prin colaborarea celor doi cercetători.
Revenit în țară în 1924, Ion T. Niculescu devine asistent la catedra de histologie a facultății de medicină din București, în 1928 este docent, în 1931 este numit conferențiar, iar din anul 1936 devine profesor titular, funcție pe care o va exercita timp de 21 de ani. În paralel cu activitatea didactică și științifică, lucrează din 1929 ca medic primar neurolog, dând consultații la spitalul "Colțea", iar din 1940 trece la "Spitalul Central de Boli Nervoase și Mintale" în serviciul II de neurologie, de unde se retrage în anul 1947.
În același timp și-a continuat cercetările sale anatomo-clinice începute la Paris, aducând împreună cu soția sa, Maria Niculescu, și cu un șir de alți colaboratori contribuții importante în domeniul organizării morfologice și fiziopatologiei formațiilor extrapiramidale, în problema sensibilității proprioceptive, în domeniul patologiei cerebelului și, în special, în vastul câmp de studiu anatomic și clinic al mezencefalului, hipotalamusului și talamusului.
Ultima perioadă a vieții și-a dedicat-o redactării tratatului de Morfopatologie a Sistemului Nervos (1957) și atlasului privind Aspectele morfologice ale terminațiilor nervoase viscerale, apărut în 1958 și sintetizând un număr de peste 20 de lucrări originale în acest domeniu, apărute în ultimii șapte ani ai vieții sale. Ca un omagiu postum, Academia Română a editat în anul 1959, în colaborare cu editura "Masson" din Paris, volumul Travaux scientifiques, cuprinzând cea mai mare parte a lucrărilor lui Ion T. Niculescu.

## Citat
- "Când realitățile sunt contrariante, mă duc la preparatele mele de histologie comparată și-n lumea organizării nervoase a unei păsări călătoare, departe în lumea spațiului; în creierul unui pește reflectez la adâncimea tăcerei, iar în acela al unei maimuțe îmi găsesc umor pentru moment filogenetic mai recent". (Ion T. Niculescu)